# Актюба (Кировская область)
 Актюба  — деревня в Малмыжском районе Кировской области. Входит в состав Арыкского сельского поселения.

## Население
| 2010 |
| ---- |
| 57   |

## География
Расстояние до районного центра — 10 км. Деревня находится на озере Лычно.